# János Bolyai
Pour les articles homonymes, voir Bolyai.
Dans le nom hongrois Bolyai János, le nom de famille précède le prénom, mais cet article utilise l’ordre habituel en français János Bolyai, où le prénom précède le nom.
János Bolyai (15 décembre 1802, Kolozsvár - 27 janvier 1860, Marosvásárhely) est un mathématicien hongrois, l'un des pères de la géométrie non euclidienne.

## Biographie
Bolyai naît en 1802 dans le Grand-duché de Transylvanie à Kolozsvár (aujourd'hui Cluj-Napoca en Roumanie), alors partie intégrante de l'empire d'Autriche. Son père, Farkas Bolyai, est lui-même un mathématicien reconnu, ami de Gauss. János, à 13 ans, maîtrise déjà la mécanique analytique, son père s'occupant de son éducation. Sa mère est Zsuzsanna Benkő de Árkos.

Il étudie à Vienne de 1818 à 1822 dans l'armée, en tant que cadet du génie, corps qu'il intègre en 1823.  
Entre 1820 et 1823, il prépare un traité sur un système complet de géométrie non euclidienne dans le cas où par un point passe une infinité de parallèles à une droite donnée. Le travail de Bolyai est publié en 1832 comme un appendice de 24 pages d'un ouvrage de son père, le Tentamen. À la lecture de cet appendice, Gauss écrit à son père et ami en ces termes  : 

« Je considère ce jeune géomètre comme un génie de tout premier plan. »

En 1848, Bolyai découvre que Lobatchevski avait publié un travail similaire en 1829.
Il est à la retraite de l'armée en 1833, officiellement pour des raisons de santé, en fait probablement en raison de plusieurs duels.
Il meurt en 1860 d'une infection pulmonaire.
En plus de son travail en géométrie, Bolyai a développé un concept géométrique rigoureux des nombres complexes, comme paire ordonnée de nombres réels. Bien qu'il n'ait jamais publié plus que les 24 pages de l'appendice de Tentamen, il laissa à sa mort plus de 20 000 pages manuscrites sur son travail mathématique. Elles sont maintenant à la bibliothèque Teleki à Târgu Mureș, en Roumanie.
Il est aussi un linguiste accompli, parlant neuf langues étrangères, dont le chinois et le tibétain. Il est également un violoniste accompli.
L'université de Cluj-Napoca porte en son honneur le nom d'université Babeș-Bolyai.

## Galerie

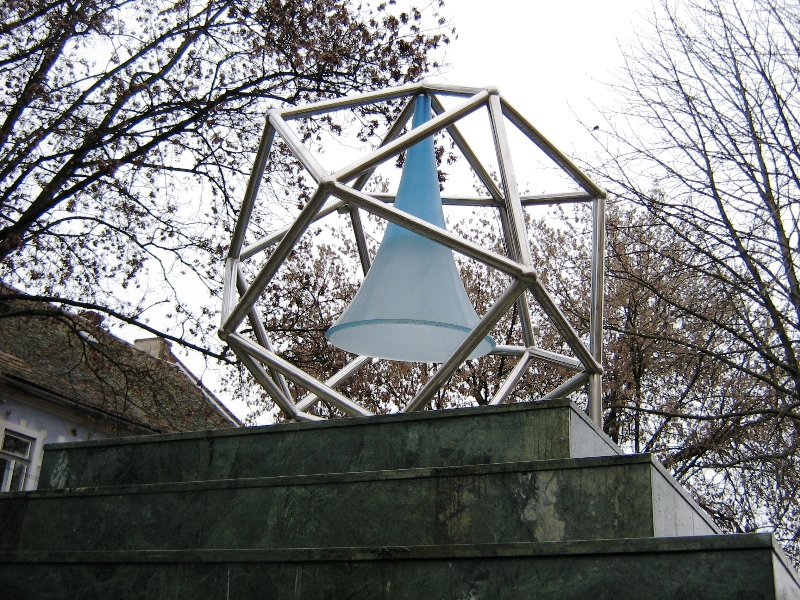
Pseudosphère, Târgu Mureș / Marosvásárhely.
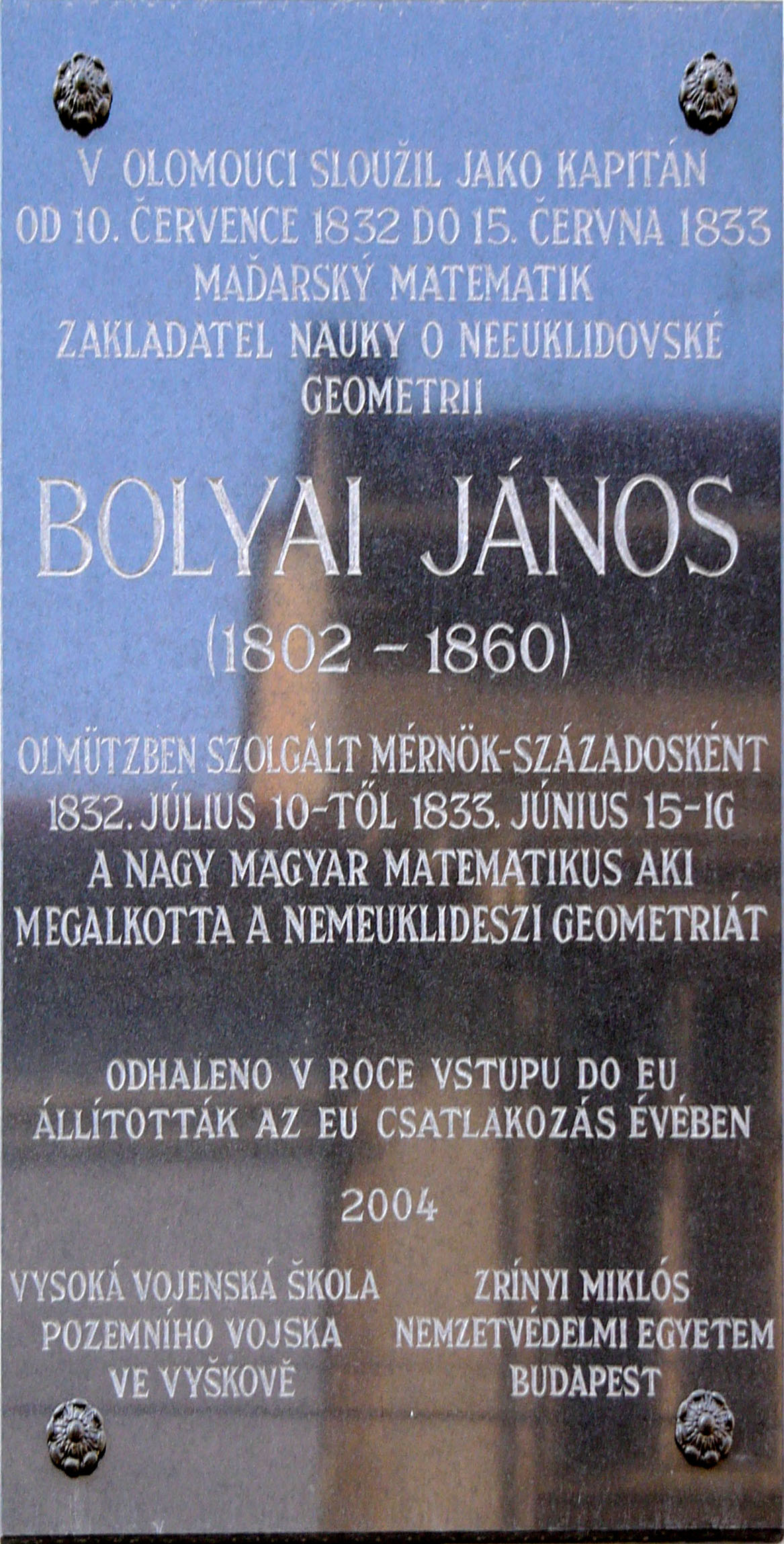
Plaque à Olomouc (République tchèque).
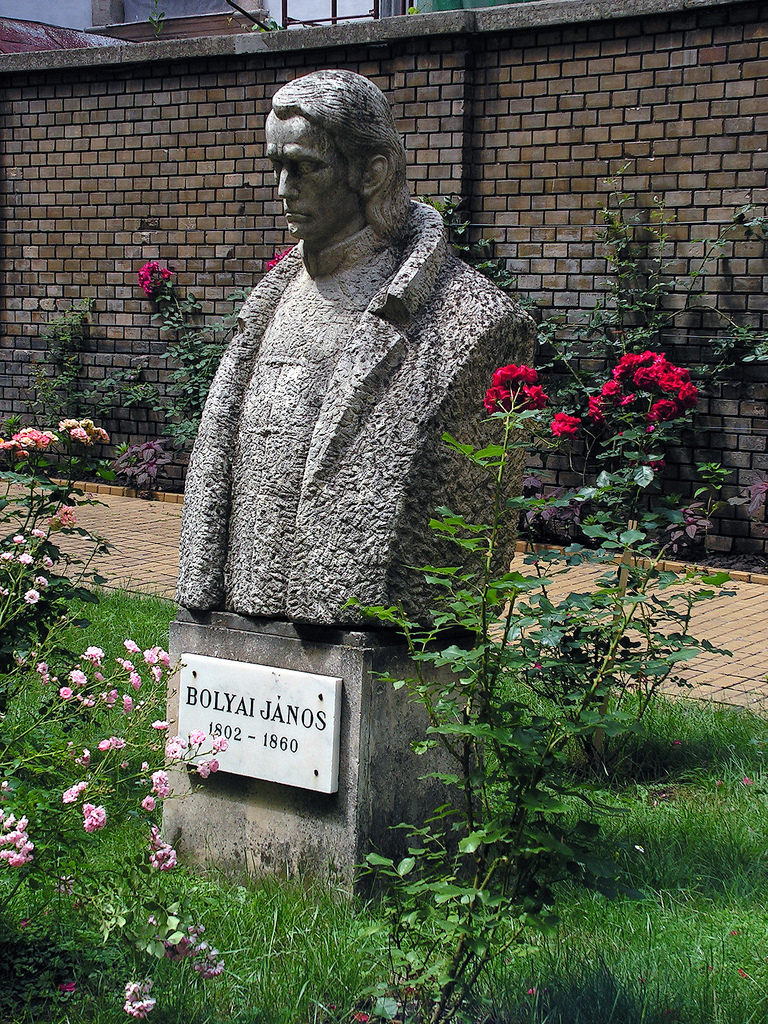
Cluj-Napoca / Kolozsvár.
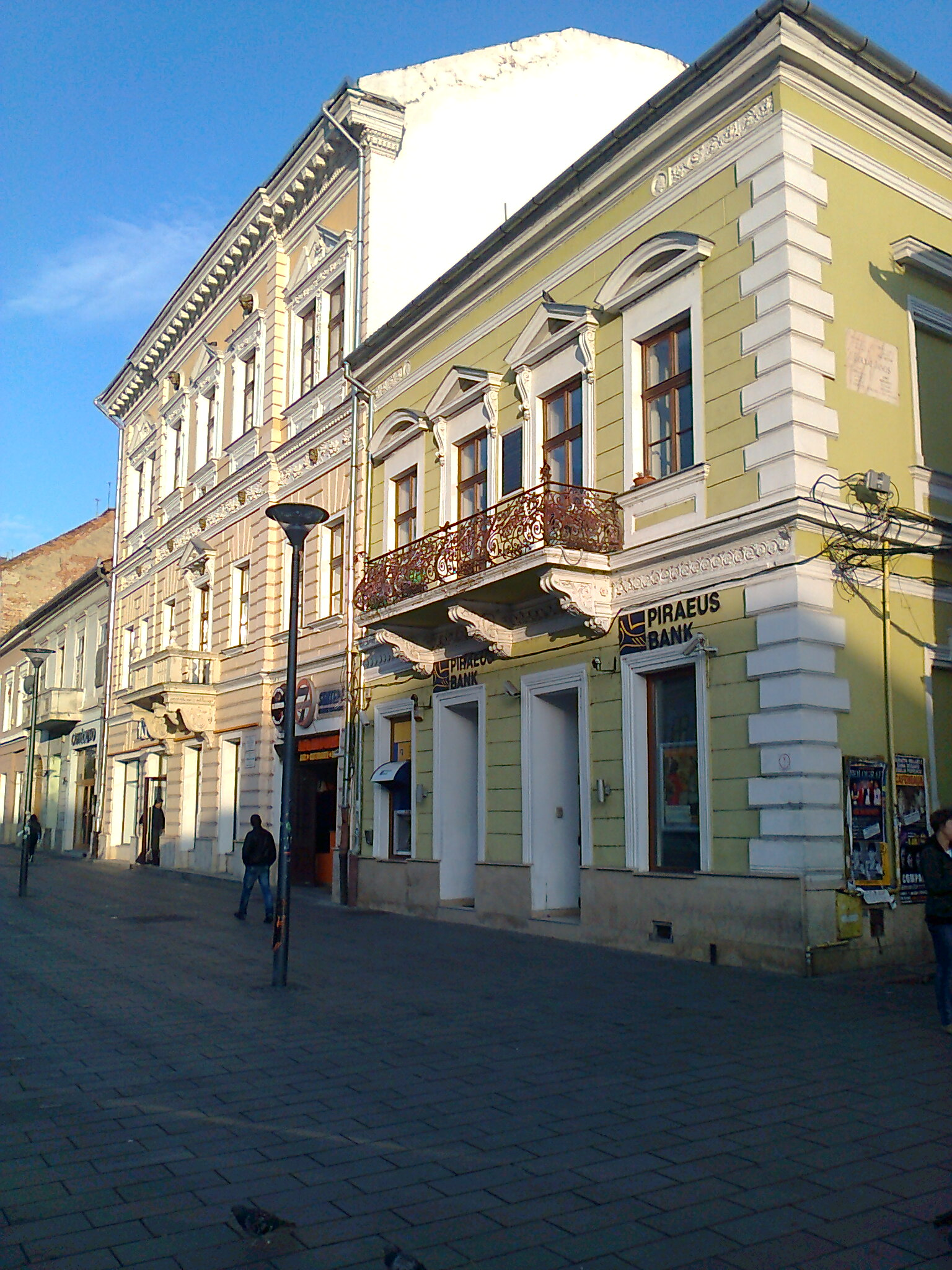
La maison natale de János Bolyai.